# Georges Leygues
Georges Leygues (26. října 1857 Villeneuve-sur-Lot - 2. září 1933 Saint-Cloud) byl francouzský politik, představitel středopravicové strany Alliance démocratique. Zhruba čtyři měsíce byl premiérem Francie (1920-1921). Jeho prosazení do funkce premiéra prezidentem Alexandrem Millerandem bylo součástí Millerandova pokusu zvrátit parlamentní charakter třetí republiky a přiblížit Francii prezidentskému systému, neboť bylo známo že Leygues je velmi neambiciózním politikem. Millerand v tomto svém cíli ale neuspěl. Leygues byl též ministrem školství (1894-1895, 1898-1902), ministrem vnitra (1895, 1930-1931), ministrem kolonií (1906), ministrem zahraničních věcí (1920-1921) a mnohokráte ministrem námořnictva (1917-1920, 1925-1926, 1926-1930, 1932-1933). Zasloužil se o znovuzrození francouzské válečné flotily, těžce zdevastované první světovou válkou.
Narodil se do měšťanské rodiny s republikánskou tradicí. Vystudoval práva a rychle se pustil do politické kariéry, ve věku 26 let se stal zástupcem starosty rodného města Villeneuve-sur-Lot. Roku 1885 byl zvolen poslancem a zůstal jím až do své smrti. V Paříži začal navštěvoval literární kruhy, stýkal se se spisovateli jako byli Sully Prudhomme nebo José-Maria de Heredia. Sám psal eseje. Ve věku 38 let získal svůj první ministerský post. Roku 1902 prosadil reformu školství, přes tuhý odpor v parlamentu. Zavedla na středních školách mj. výuku moderních jazyků. V roce 1909 mu Alfred Chauchard, zakladatel obchodního domu Grands Magasins du Louvre, odkázal obrovskou sumu 12 milionů zlatých franků, když zemřel bez legitimních potomků.